# Bathycongrus bullisi
Bathycongrus bullisi är en fiskart som först beskrevs av Smith och Kanazawa, 1977.  Bathycongrus bullisi ingår i släktet Bathycongrus och familjen havsålar. Inga underarter finns listade.